# Сент-Емільйон
Сент-Емільйо́н (фр. Saint-Émilion) — муніципалітет у Франції, у регіоні Нова Аквітанія, департамент Жиронда. Населення — 1769 осіб (01.01.2021).
Муніципалітет розташований на відстані близько 480 км на південний захід від Парижа, 34 км на схід від Бордо. 1999 року місто Сент-Емільйон та однойменний виноробний регіон (Saint-Émilion (AOC)) були занесені до списку Світової спадщини ЮНЕСКО.

## Демографія
Динаміка населення (INSEE ):
Розподіл населення за віком та статтю (2006):
| Стать | Всього | До 15 років | 15-24 | 25-44 | 45-64 | 65-85 | Понад 85 |
| --- | ------ | ----------- | ----- | ----- | ----- | ----- | -------- |
| Чоловіки | 1020   | 179         | 118   | 317   | 244   | 138   | 24       |
| Жінки | 1101   | 199         | 114   | 317   | 288   | 155   | 28       |
| \| Статево-вікова піраміда \| Статево-вікова піраміда \| Статево-вікова піраміда \| \| ----------------------- \| ----------------------- \| ----------------------- \| \| Чоловіки \| Вік \| Жінки \| \| 24 \| 85 + \| 28 \| \| 28 \| 80-84 \| 37 \| \| 24 \| 75-79 \| 45 \| \| 49 \| 70-74 \| 28 \| \| 37 \| 65-69 \| 45 \| \| 61 \| 60-64 \| 81 \| \| 77 \| 55-59 \| 69 \| \| 37 \| 50-54 \| 69 \| \| 69 \| 45-49 \| 69 \| \| 102 \| 40-44 \| 65 \| \| 69 \| 35-39 \| 110 \| \| 81 \| 30-34 \| 81 \| \| 65 \| 25-29 \| 61 \| \| 49 \| 20-24 \| 45 \| \| 69 \| 15-20 \| 69 \| \| 49 \| 10-14 \| 77 \| \| 57 \| 5-9 \| 49 \| \| 73 \| 0-4 \| 73 \| |        |             |       |       |       |       |          |
| Статево-вікова піраміда |        |             |       |       |       |       |          |
| Чоловіки | Вік    | Жінки       |       |       |       |       |          |
| 24 | 85 +   | 28          |       |       |       |       |          |
| 28 | 80-84  | 37          |       |       |       |       |          |
| 24 | 75-79  | 45          |       |       |       |       |          |
| 49 | 70-74  | 28          |       |       |       |       |          |
| 37 | 65-69  | 45          |       |       |       |       |          |
| 61 | 60-64  | 81          |       |       |       |       |          |
| 77 | 55-59  | 69          |       |       |       |       |          |
| 37 | 50-54  | 69          |       |       |       |       |          |
| 69 | 45-49  | 69          |       |       |       |       |          |
| 102 | 40-44  | 65          |       |       |       |       |          |
| 69 | 35-39  | 110         |       |       |       |       |          |
| 81 | 30-34  | 81          |       |       |       |       |          |
| 65 | 25-29  | 61          |       |       |       |       |          |
| 49 | 20-24  | 45          |       |       |       |       |          |
| 69 | 15-20  | 69          |       |       |       |       |          |
| 49 | 10-14  | 77          |       |       |       |       |          |
| 57 | 5-9    | 49          |       |       |       |       |          |
| 73 | 0-4    | 73          |       |       |       |       |          |

## Економіка
2010 року серед 1225 осіб працездатного віку (15—64 років) 924 були активними, 301 — неактивною (показник активності 75,4%, у 1999 році було 75,3%). З 924 активних мешканців працювало 835 осіб (460 чоловіків та 375 жінок), безробітними було 89 (41 чоловік та 48 жінок). Серед 301 неактивної 91 особа була учнем чи студентом, 100 — пенсіонерами, 110 були неактивними з інших причин.

У 2010 році в муніципалітеті числилось 829 оподаткованих домогосподарств, у яких проживали 1919,5 особи, медіана доходів виносила 20 062 євро на одного особоспоживача

## Виноробство

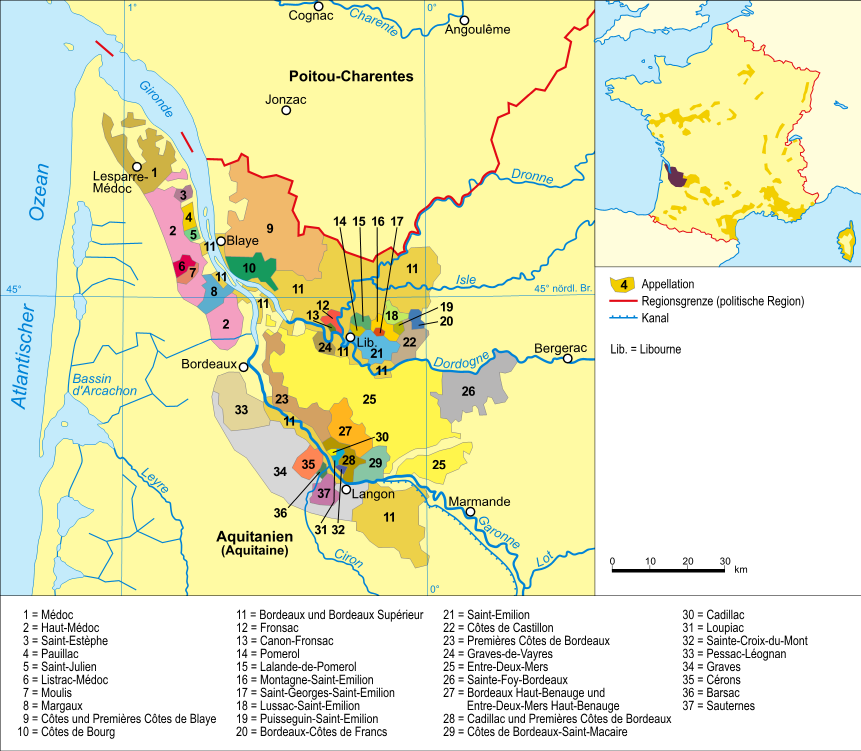
Мапа виноробних муніципалітетів Бордо

Муніципалітет займає 5400 га, на 73,5 % яких розташовані виноградники, що належать понад 800 господарствам. Більша частина господарств, близько 52 % від загальної кількості, володіє не більше, ніж 5 га виноградників. Середньорічний обсяг виробництва вина становить близько 3 мільйонів ящиків (36 мільйонів пляшок). Вік дозрівання вин варіюється в залежності від категорії господарства:Прага
- Saint-Emilion AOC: від 3 до 8 років.
- Saint-Emilion Grand Cru: від 5 до 12 років.
- Saint-Emilion Grand Cru Classé: від 15 до 25 років і більше.

Тут культивують такі основні сорти винограду: мерло (близько 60 %), каберне фран (близько 30 %) і каберне совіньйон (близько 10 %). Згідно з регламентом, у комуні Сент-Емільйон дозволено вирощувати ще два сорти винограду, які не є основними: мальбек («або Cot») і карменер. Вина, вироблені у Сент-Емільйоні традиційно купажовані, характеризуються насиченим кольором, м'яким та твердим тілом, тонами трюфелів, підсмаженого хліба, підліска й чорних ягід.

## Галерея зображень

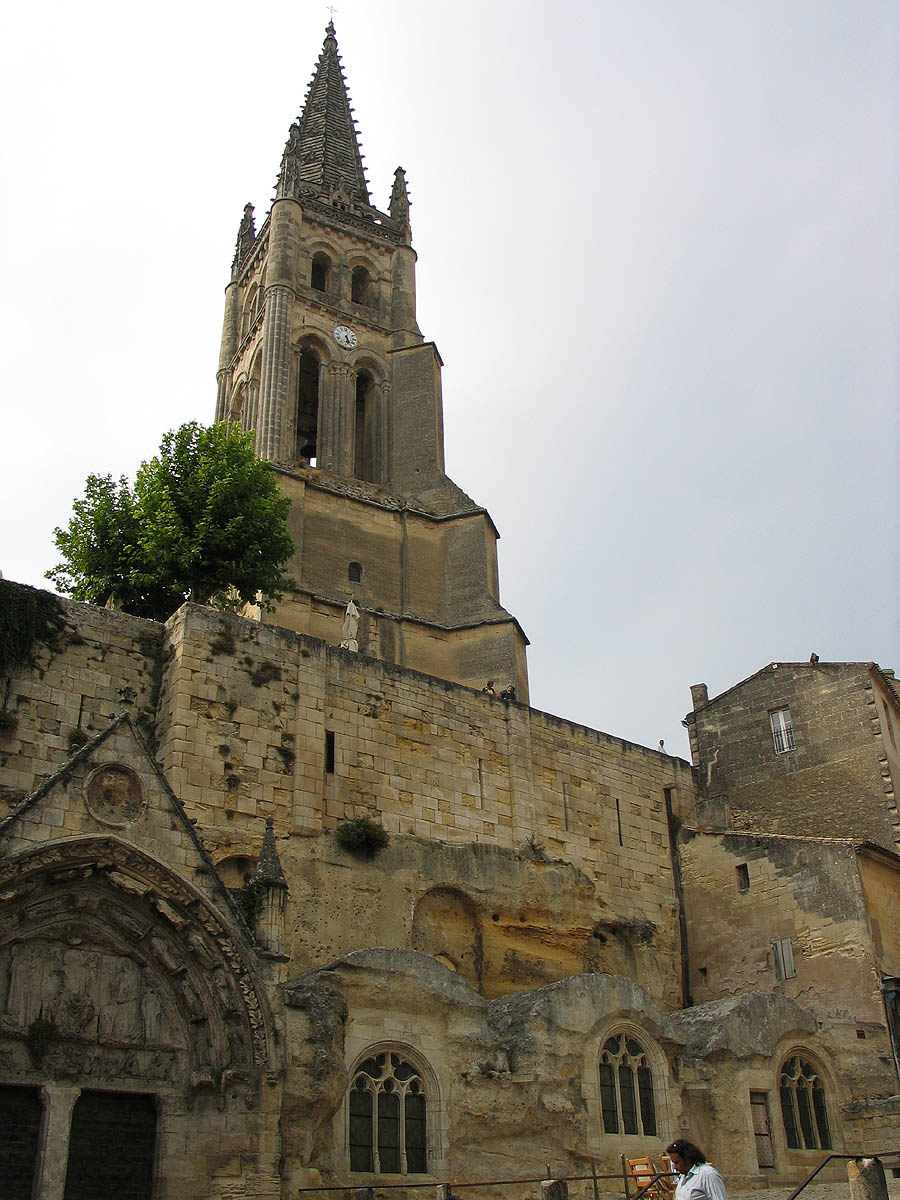
Церква
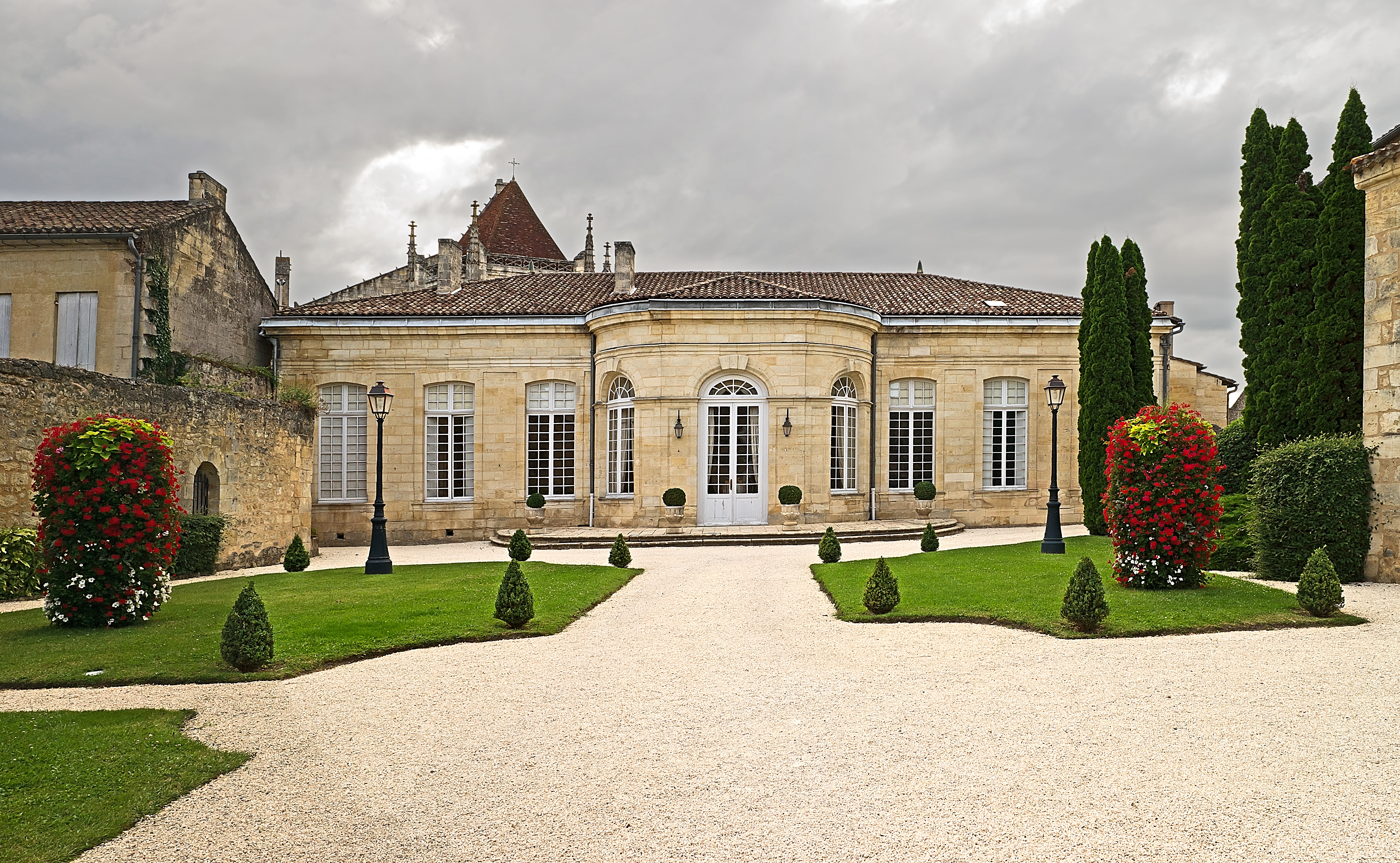
Мерія
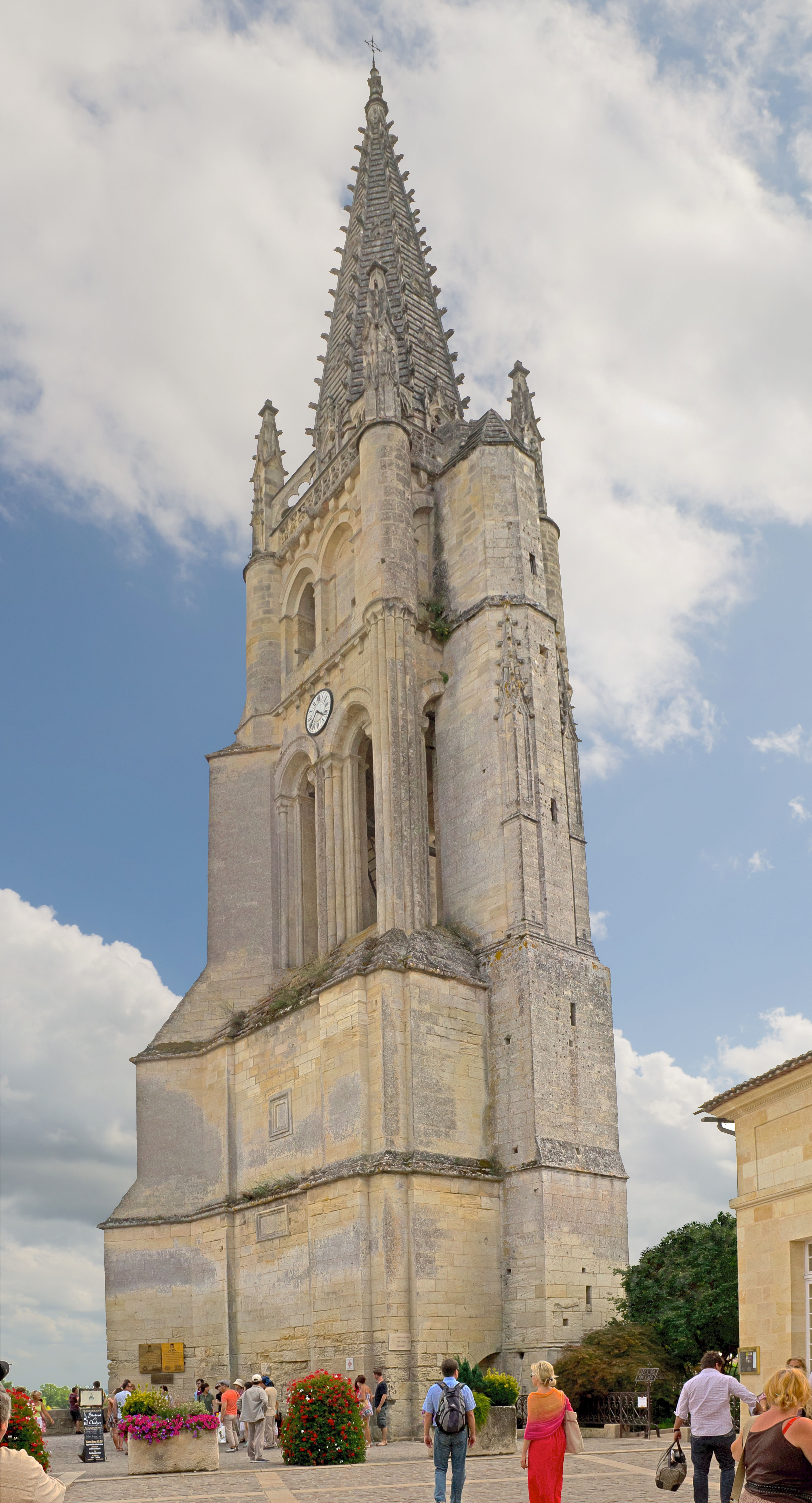
Дзвіниця
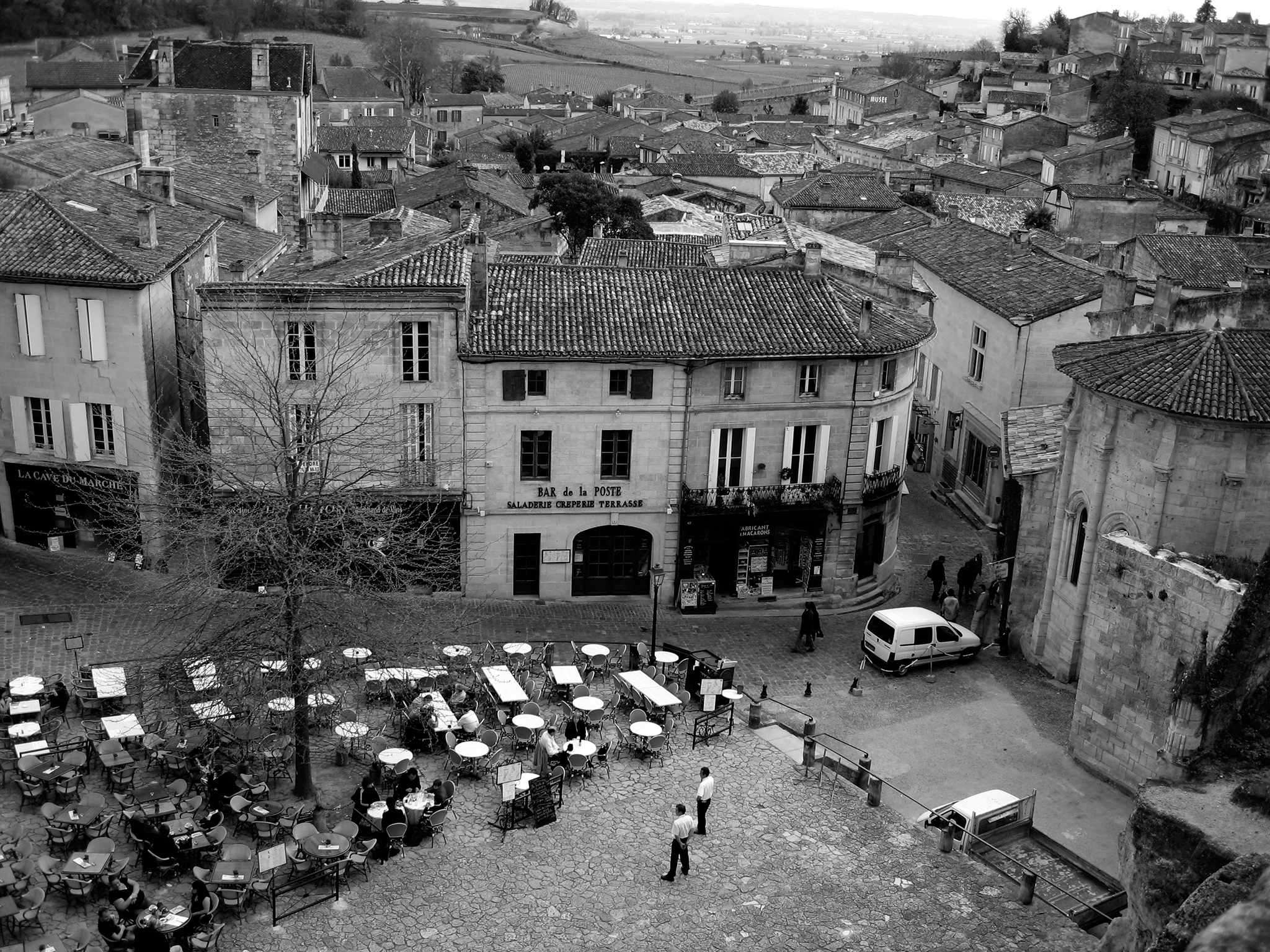
Сільський майдан
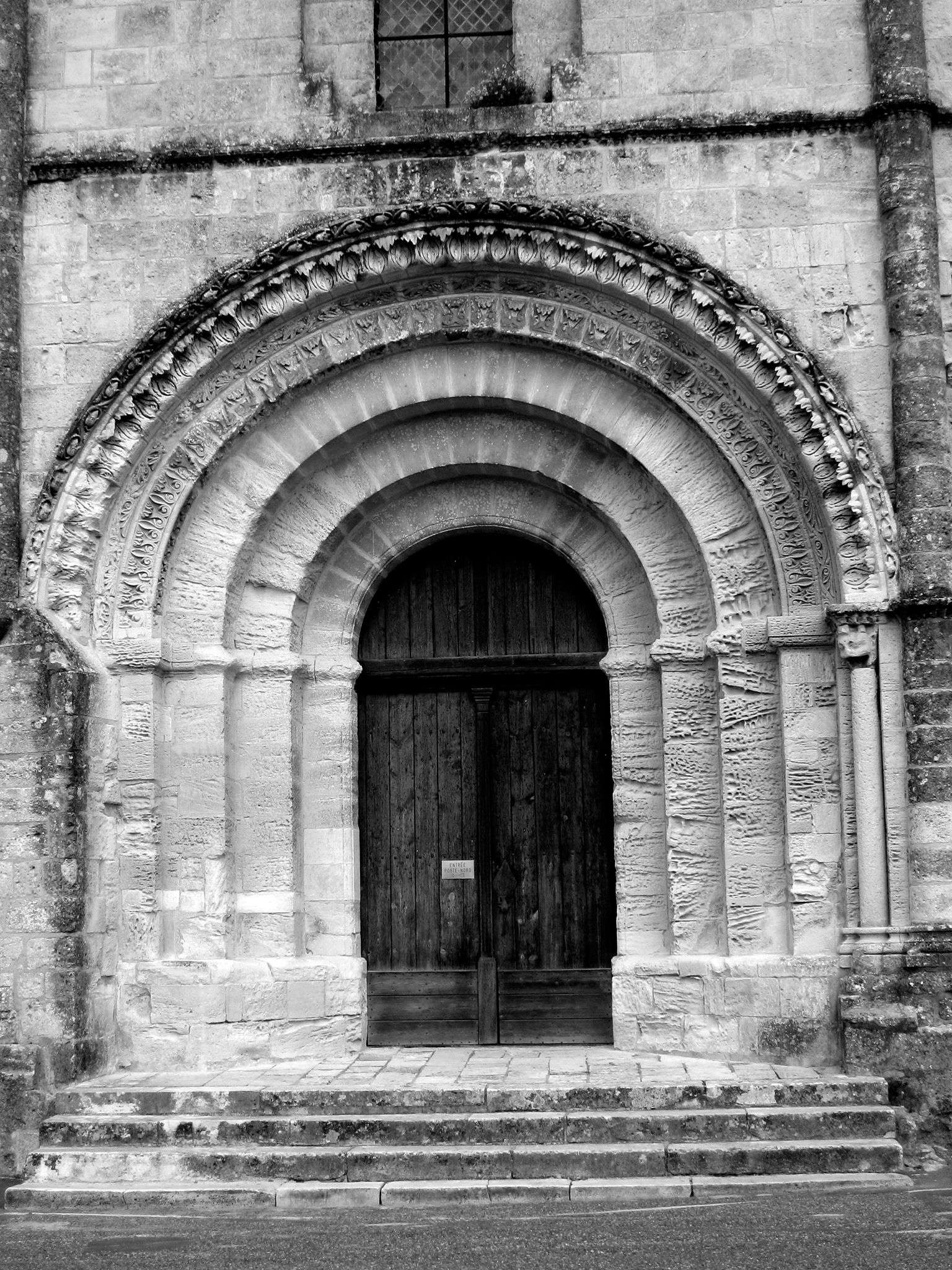
Портал
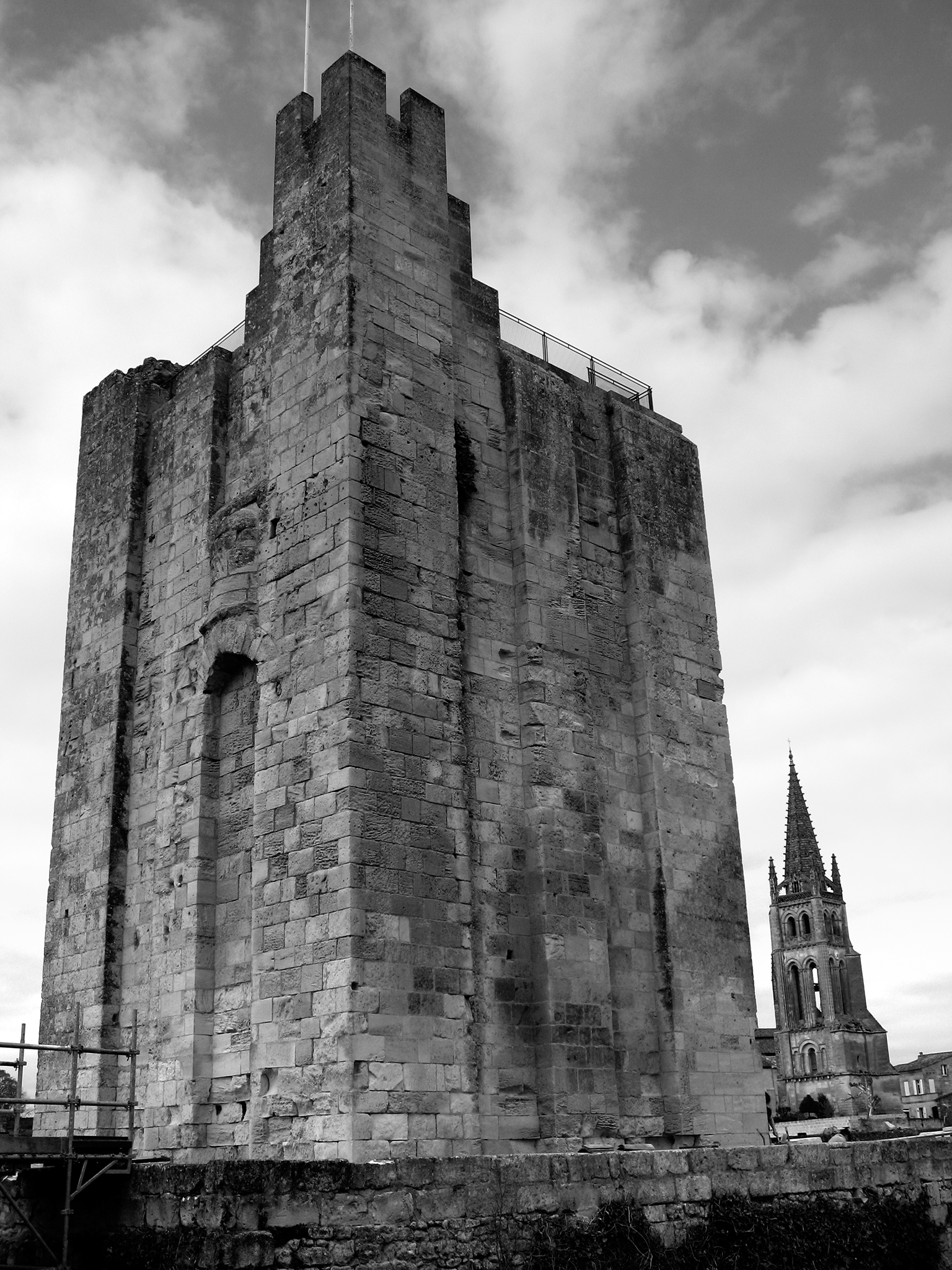
Вежа
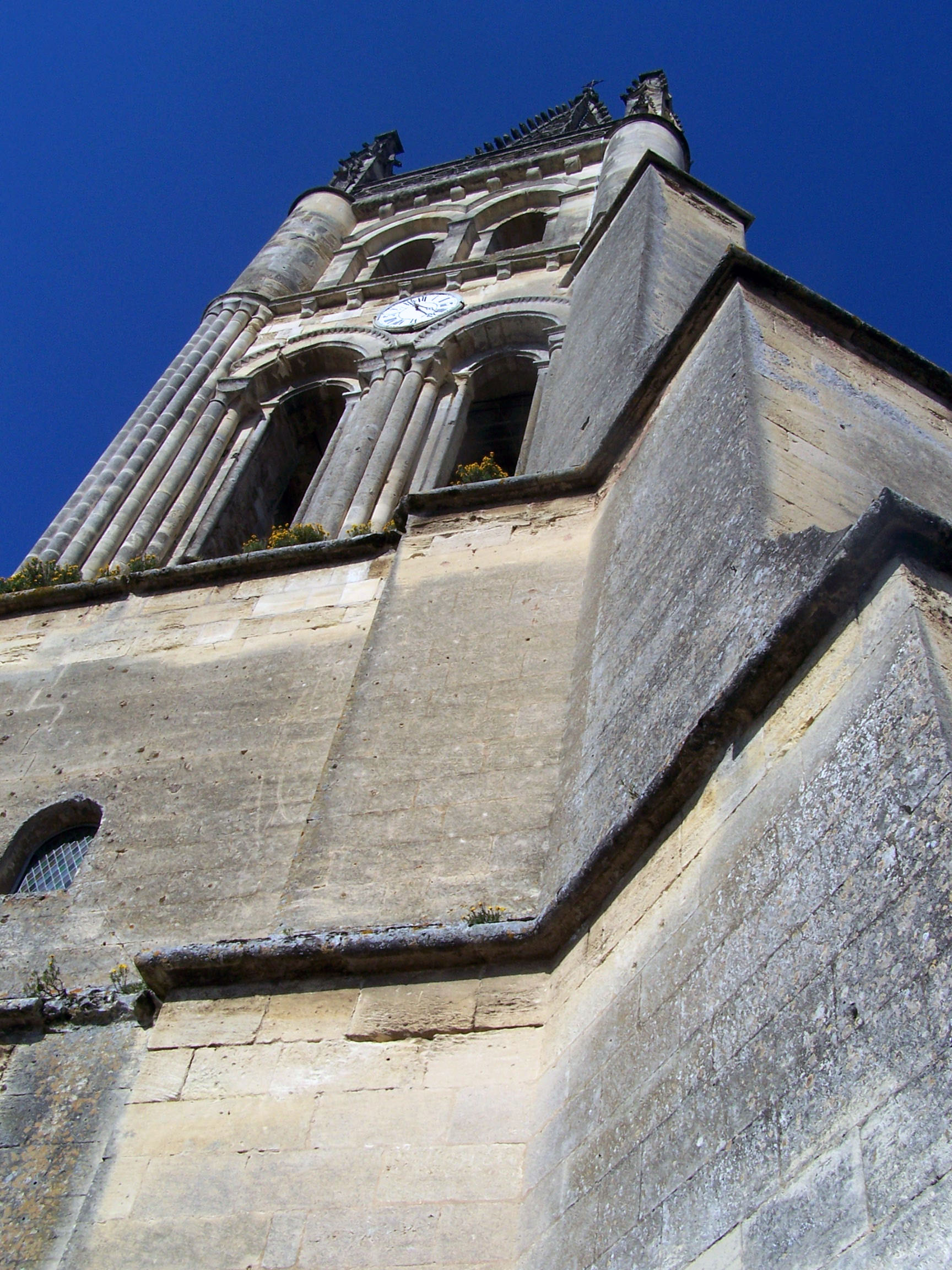
Монолітна церква
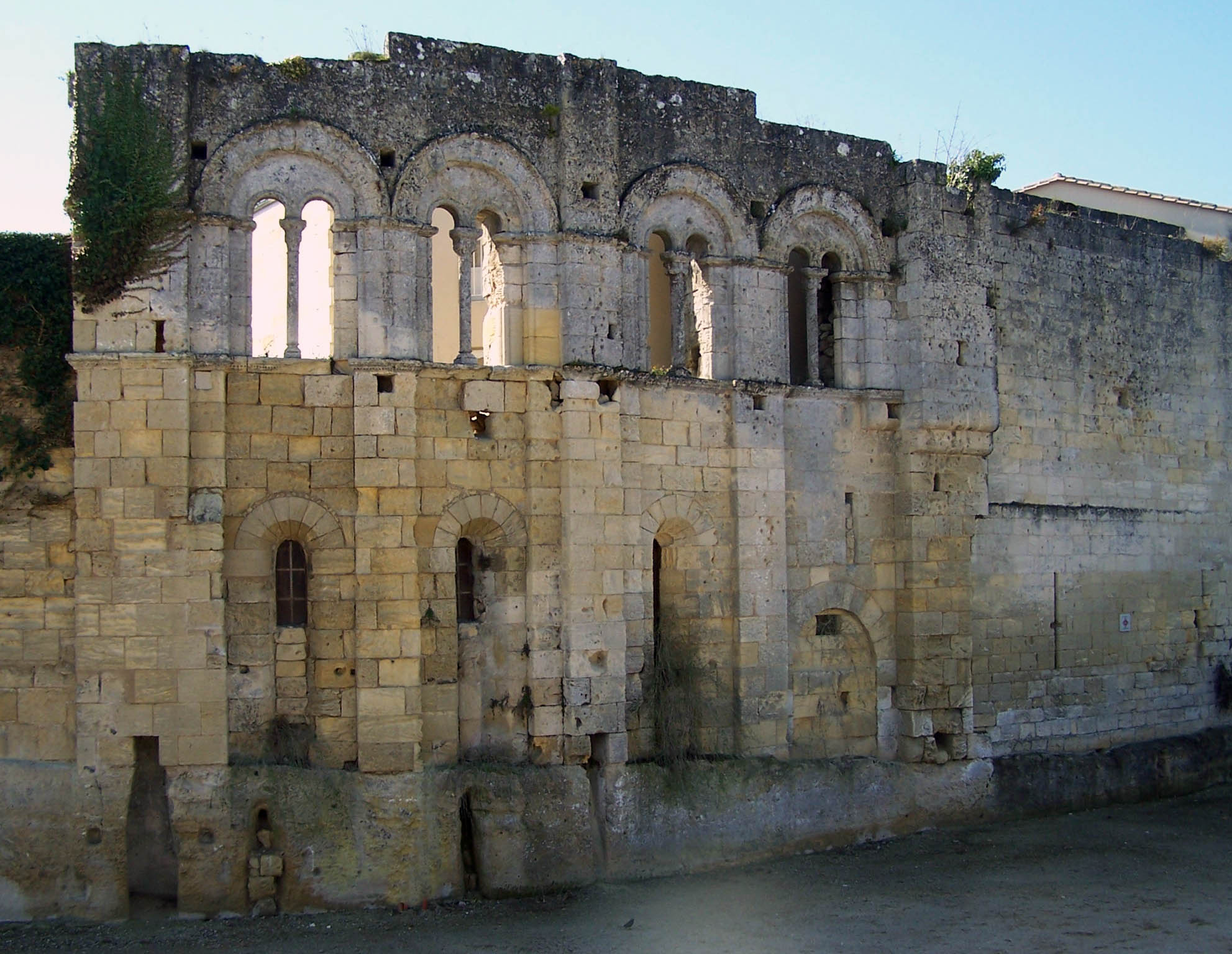
Кардинальський палац
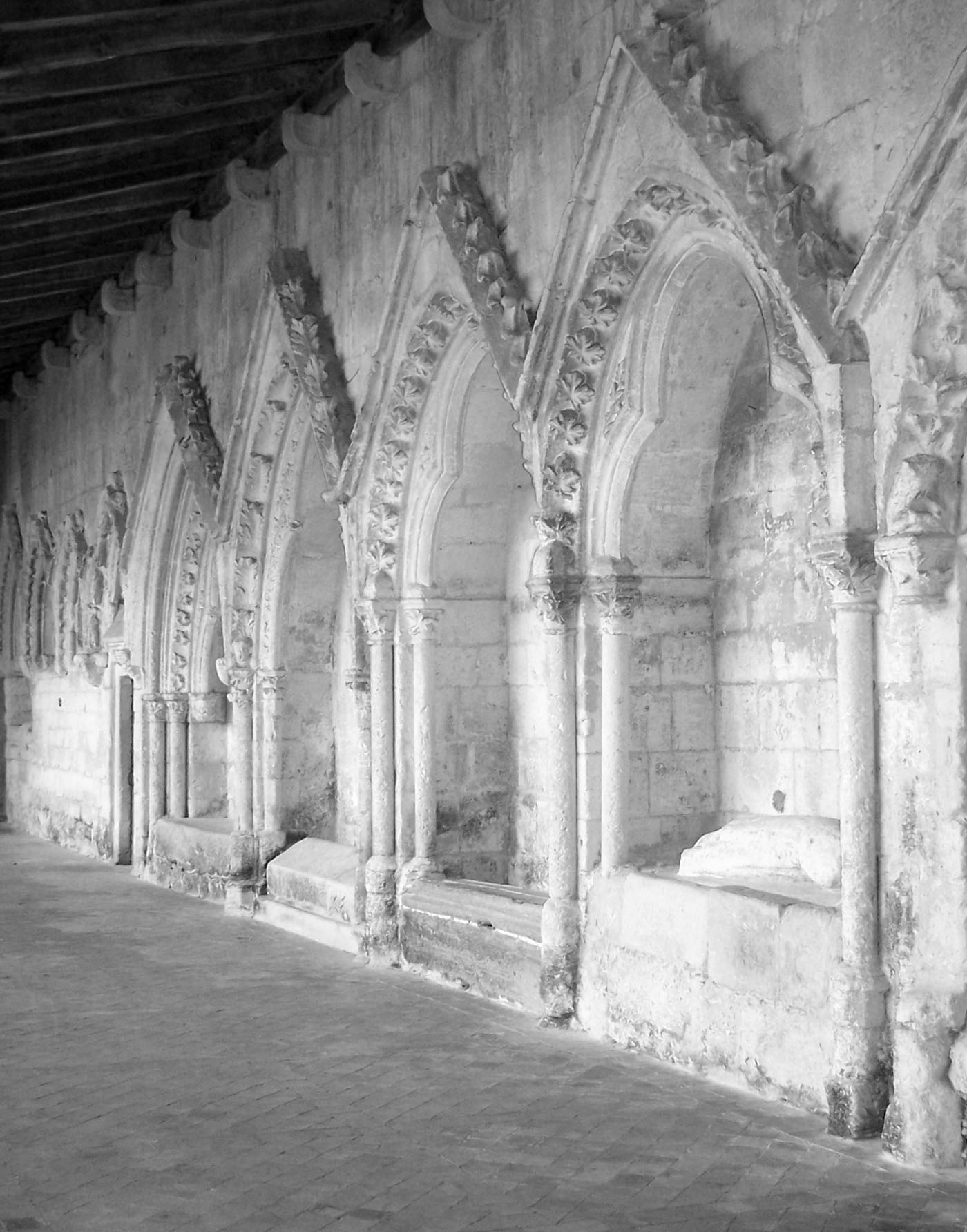
Монастир
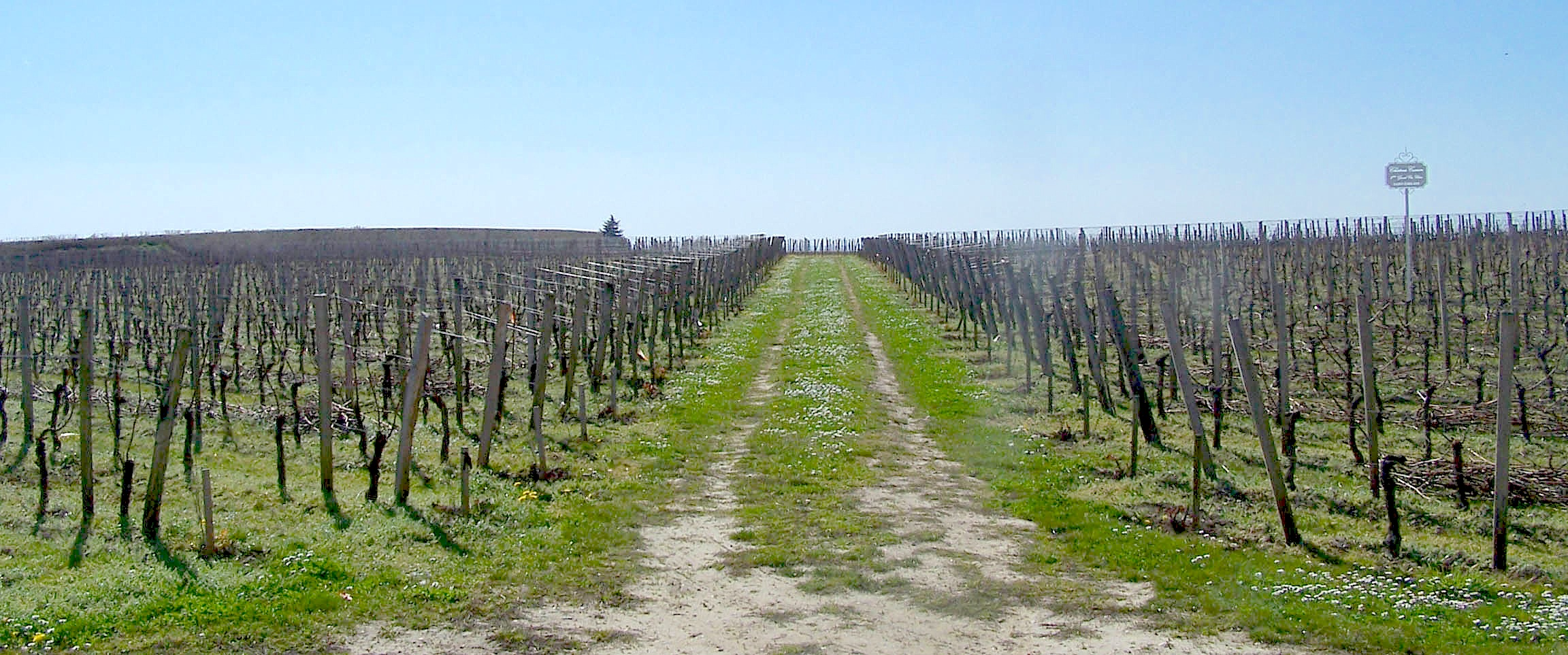
Виноградники Шато Канон
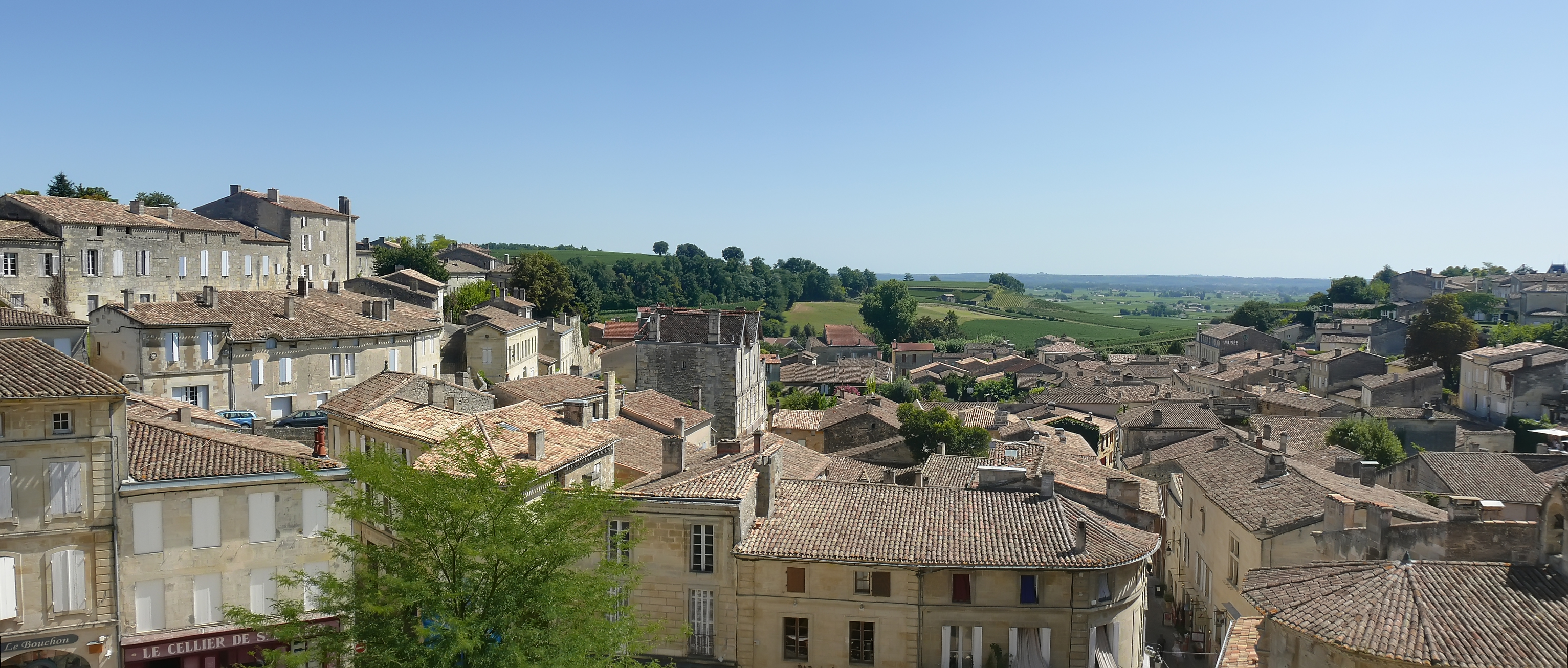
Панорама містечка